# 圣犹斯督堂 (卢卡)

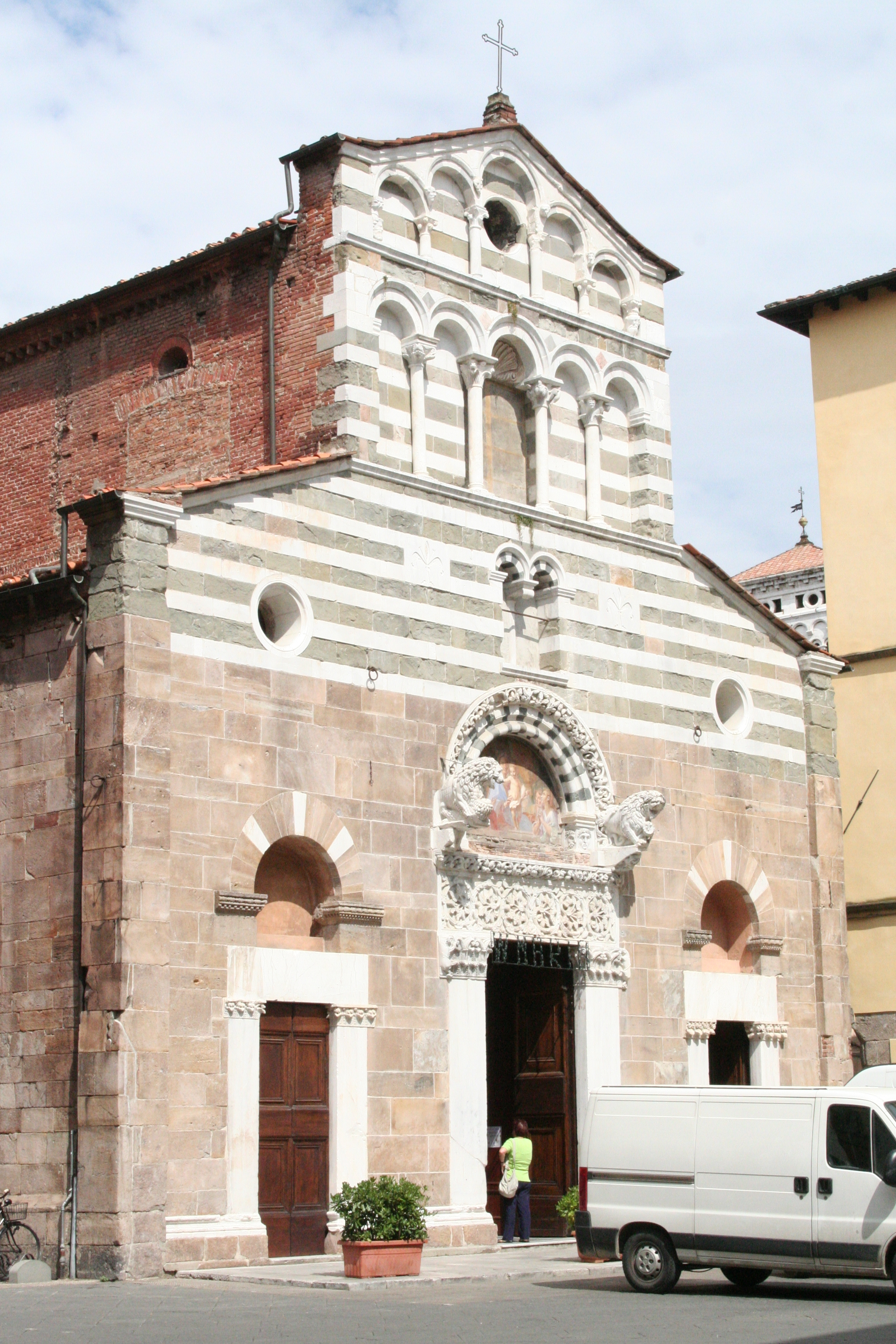
圣犹斯督堂

圣犹斯督堂（San Giusto）是意大利卢卡的一座教堂，其历史可以追溯到12世纪下半叶。
正门装饰华丽，但侧门受限于资金，较少装饰。内部在17世纪改建，为巴洛克风格。